# رباح أصدأ
الرَّبَاح أصدأ هو نوع جيني موطنه الأصيل السفانة في غرب إفريقيا. أُدرِجَ بأنه الأقل تهديداً في القائمة الحمراء للاتحاد الدولي لصون الطبيعة (IUCN ). شوهد الرباح الأصدأ في السهوب المشجرة بالسنغال، وفي الغابات الرطبة في غينيا بيساو، وفي الغابات المطيرة في سيراليون وغانا وساحل العاج.